# Phrynus cozumel
Phrynus cozumel o tendarapo es un arácnido perteneciente a la familia Phrynidae del orden Amblypygi. Esta especie fue descrita por Armas en 1996 y su nombre hace relación a la localidad donde fue encontrado.

## Nombre común
- Español: tendarapo.

## Clasificación y descripción de la especie
Es un  amblipígido perteneciente a la familia Phrynidae, del orden Amblypygi. La coloración del cuerpo es castaño casi en su totalidad, oscureciéndose en los pedipalpos; se pueden observar pequeñas manchas blancas en el carapacho y en los segmentos abdominales. El carapacho presenta un borde anterior estrecho.

## Distribución de la especie
Especie endémica de México, se encuentra en el estado de Quintana Roo, en la Isla de Cozumel.

## Ambiente terrestre
Se le halla en altitudes bajas, menores a los 50 m s. n. m., debajo de rocas en la selva baja. Son de hábitos nocturnos.

## Estado de conservación
No se cuenta con un conocimiento claro y preciso del tamaño de las poblaciones de esta especie, pero no se le considera en algún tipo de riesgo, por lo que no se enlista en ninguna categoría de protección o tratado nacional o internacional. 